# Seweryn Eisenberger
Seweryn Eisenberger (ur. 25 lipca 1879 w Krakowie, zm. 11 grudnia 1945 w Nowym Jorku) – polski pianista.

## Życiorys
Gry na fortepianie uczył się w Krakowie pod kierunkiem nauczycielki Flory Grzywińskiej (jej uczniem był również m.in. Ignacy Friedman). Debiutował w wieku niespełna 10 lat w jednym z krakowskich teatrów wykonaniem Koncertu B-dur Beethovena (3 kwietnia 1889). Studia pianistyczne odbył w Berlinie i Wiedniu (u Teodora Leszetyckiego). Pozostał następnie w Wiedniu, koncertując jako członek Wiener-Trio. W 1914 powrócił do Krakowa, gdzie wykładał w Konserwatorium Towarzystwa Muzycznego. Od 1922 mieszkał w Wiedniu, okazjonalnie koncertując w Krakowie. W 1935 wyjechał na stałe do USA.
Znany był jako wykonawca dzieł Chopina, Schumanna, Schuberta, Brahmsa.

## Źródła
- Józef Reiss, Seweryn Eisenberger, w: Polski Słownik Biograficzny, tom VI, 1948
- Encyklopedia muzyczna PWM. Część biograficzna, tom III: E-G (pod redakcją Elżbiety Dziębowskiej, Polskie Wydawnictwo Muzyczne, Kraków 1987